# Too Hard to Swallow
Too Hard To Swallow è il secondo album del duo hip hop UGK pubblicato il 10 novembre del 1992 dalla Bigtyme Recordz e della Jive Records.

## Tracce
1. "Something Good"(Extended Version)  (5:27)
2. "Use Me Up"  (4:29)
3. "Pocket Full Of Stones"  (6:09)
4. "Short Texas" - (6:18)
5. "Cocaine In The Back Of The Ride"  (3:44)
6. "It's Too Hard To Swallow"  (5:19)
7. "Cramping My Style"  (4:45)
8. "Feel Like I'm The One Who's Doin' Dope"  (6:17)
9. "I'm So Bad"  (3:34)
10. "Trill Ass Nigga"  (4:26)
11. "976-Bun B"  (2:48)
12. "Something Good (Pimp C's remix)"  (4:34)